# 앨빈 올린 킹
앨빈 올린 킹(Alvin Olin King, 1890년 6월 21일 ~ 1958년 2월 21일)은 미국의 정치인으로 제41대 루이지애나주 주지사이다.

## 학력
- 툴레인 대학교 인문사회 학사
- 툴레인 대학교 법학학사

## 경력
- 1931.05 ~ 1932.01 제51대 루이지애나 상원의장
- 1931.05 ~ 1932.01 제34대 루이지애나 부지사
- 1932.01 ~ 1932.05 제41대 루이지애나 주지사